# Боро-Тала (уезд)
Боро-Тала (монг. ᠪᠣᠷᠲᠠᠯᠠ, уйг. بۆرتالا‎, Börtala, Bɵrtala) или Болэ́ (кит. упр. 博乐, пиньинь Bólè) — городской уезд в Боро-Тала-Монгольском автономном округе Синьцзян-Уйгурского автономного района КНР, является местом пребывания властей автономного округа. «Боро-Тала» в переводе с монгольского означает «коричневая трава».

## История
В 1920 году из уезда Цзинхэ был выделен уезд Болэ (博乐县). В 1985 году он был преобразован в городской уезд.
В феврале 2014 года из состава городского уезда Боро-Тала был выделен город субокружного уровня Шуанхэ.

## География
На севере городской уезд Боро-Тала граничит с Казахстаном, на востоке — с уездом Цзинхэ, на западе — с уездом Вэньцюань, на юге — с Или-Казахским автономным округом.
По территории уезда протекает река Боро-Тала.

## Административное деление
Городской уезд Боротала делится на 4 уличных комитета, 3 посёлка и 2 волости.

## Транспорт
Имеется железнодорожное и автомобильное сообщение со столицей Синьцзян-Уйгурского автономного района — Урумчи.